# 2010年冬季奧林匹克運動會單板滑雪比賽
2010年冬季奧林匹克運動會的单板滑雪比賽由2月15日至27日在賽普拉斯山滑雪場舉行，共會頒發6枚金牌。

## 参赛资格
- 最多共有190名运动员参加比赛，其中平行超级大回转男女各30人，U形槽技巧男子40人，女子30人，单板越野男子35人，女子25人。其中每个奥委会不超过18人（同一性别最多10人），同一奥委会每个单项不超过4人。
- 排名前30并至少有100份积分的运动员有参赛资格。
- 东道主加拿大在所有项目中都至少拥有1个名额。
- 名额依据排名分配。
- [1]

## 獎牌榜
| 排名 | 国家／地区    | 金牌 | 银牌 | 铜牌 | 總數 |
| ---- | ------------- | ---- | ---- | ---- | ---- |
| 1    | 美国（USA）   | 2    | 1    | 2    | 5    |
| 2    | 加拿大（CAN） | 2    | 1    | 0    | 3    |
| 3    | （AUS）       | 1    | 0    | 0    | 1    |
| 3    | 荷兰（NED）   | 1    | 0    | 0    | 1    |
| 5    | 法国（FRA）   | 0    | 1    | 2    | 3    |
| 6    | 奥地利（AUT） | 0    | 1    | 1    | 2    |
| 7    | 芬兰（FIN）   | 0    | 1    | 0    | 1    |
| 7    | 俄罗斯（RUS） | 0    | 1    | 0    | 1    |
| 9    | 瑞士（SUI）   | 0    | 0    | 1    | 1    |
|      | 總計          | 6    | 6    | 6    | 18   |

## 各項成績

### 男子
| 項目                   | 金牌                       | 金牌                       | 银牌                  | 银牌                  | 铜牌              | 铜牌           |
| 平行超级大回转（詳細） | 杰西-杰伊·安德森（加拿大） | 杰西-杰伊·安德森（加拿大） | 本亞明·卡爾（奥地利） | 本亞明·卡爾（奥地利） | 博泽托（法国）    | 博泽托（法国） |
| U形槽技巧（詳細）      | 肖恩·怀特（美国）          | 48.4                       | 佩图·皮罗伊宁（芬兰） | 45.0                  | 史葛·拿高（美国） | 42.8           |
| 单板越野（詳細）       | 塞思·韦斯科特（美国）      | 塞思·韦斯科特（美国）      | 迈克·罗伯逊（加拿大） | 迈克·罗伯逊（加拿大） | 瑞蒙（法国）      | 瑞蒙（法国）   |

### 女子
| 項目                   | 金牌                          | 金牌                          | 银牌                                | 银牌                                | 铜牌                          | 铜牌                          |
| 平行超级大回转（詳細） | 尼科琳·绍尔布赖 · 荷兰（NED） | 尼科琳·绍尔布赖 · 荷兰（NED） | Ekaterina Ilyukhina · 俄罗斯（RUS） | Ekaterina Ilyukhina · 俄罗斯（RUS） | 玛丽昂·克赖纳 · 奥地利（AUT） | 玛丽昂·克赖纳 · 奥地利（AUT） |
| U形槽技巧（詳細）      | 托拉·布赖特 · （AUS）         | 45.0                          | 汉娜·泰特 · 美国（USA）             | 42.4                                | 凯莉·克拉克 · 美国（USA）     | 42.2                          |
| 单板越野（詳細）       | 里克尔 · 加拿大（CAN）        | 里克尔 · 加拿大（CAN）        | 黛博拉·安東尼斯 · 法国（FRA）       | 黛博拉·安東尼斯 · 法国（FRA）       | 诺伯斯 · 瑞士（SUI）          | 诺伯斯 · 瑞士（SUI）          |

## 參賽國家
| - 安道尔（1） - （8） - 奥地利（14） - 巴西（1） - 保加利亚（2） - 加拿大（18） - 中国（5） - 捷克（5） - 丹麦（1） - 芬兰（5） - 法国（17） - 德国（8） - 英国（4） - 意大利（11） | - 日本（12） - 荷兰（2） - 新西兰（5） - 挪威（10） - 波兰（4） - 俄罗斯（6） - 斯洛文尼亚（7） - 韩国（1） - 西班牙（4） - 瑞典（1） - 瑞士（16） - 乌克兰（2） - 美国（18） |

## 外部連結
- 本屆奧運单板滑雪比賽時間表（页面存档备份，存于）
- 国际滑雪联合会官方网站（英文）（页面存档备份，存于）
- 2010年冬季奥林匹克运动会官方网站（英文）（页面存档备份，存于）
- 国际奥委会官方网站